# Хаджи, Кира
Кира Хаджи (род. 31 марта 1996, Барселона) — румынская актриса. Она родилась в Барселоне, в Испании. Её первой театральной постановкой была Fetiśa cu chibrituri («Девушка со спичками»). Впоследствии она также выступала в Театре комедии Бухареста и Очень Малом Театре Бухареста. На последнем году обучения в бакалавриате она развивалась как актриса с помощью актёра и профессора Филипа Ристовского. В 2013 году в 17 лет Хаджи снялась в своём дебютном фильме «Бухарест, я люблю тебя». Фильм вышел в 2014 году. Впоследствии Хаджи поступила в Нью-Йоркскую киноакадемию и три года училась в США, но через некоторое время вернулась в Румынию. Хаджи также написала несколько картин, некоторые из которых были проданы или выставлены в публичных галереях и частных коллекциях.
Кира Хаджи — дочь известного румынского футболиста Георге Хаджи и его жены Марилены Хаджи. У неё также есть брат Янис Хаджи, тоже футболист, как и отец. Поскольку её отец имеет аромунское происхождение, она тоже отчасти аромунка.
После 2014 года, когда вышел «Бухарест, я люблю тебя», Хаджи приняла участие ещё в нескольких фильмах. Например, Между страданием и верой, По книге, Девушка мечты, Хрупкая и простая Джейн и Игра в свидания. Также она сыграла роль в 2021 году в детском сериале «Вафли + Моти».
Слушатели ИнтерРадио Румынии номинировали её, в числе прочих, на звание Человек года в 2020 году.